# ألبيرتو كوستا

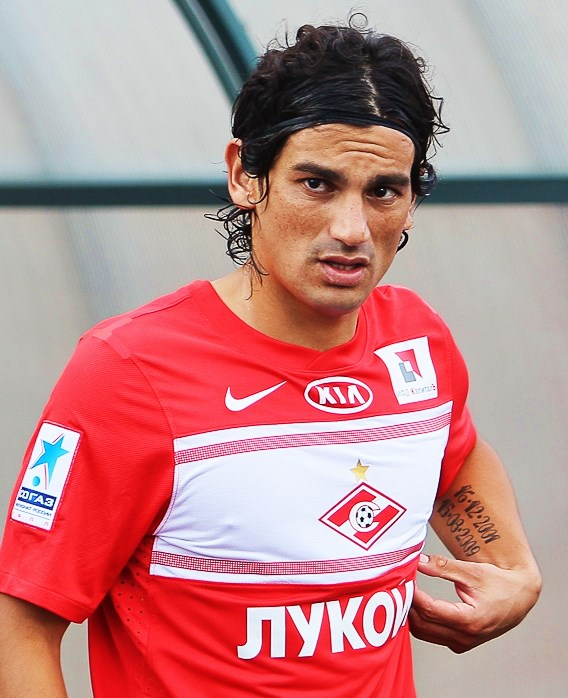

ألبيرتو فاكوندو كوستا (بالإسبانية: Alberto Costa)‏ (مواليد 9 يناير 1985 في بوينس آيرس - الأرجنتين) لاعب كرة قدم أرجنتيني يلعب حاليا لنادي جنوى الإيطالي معارا من سبارتاك موسكو منذ 2015 في مركز الوسط المهاجم .

## روابط خارجية
- ألبيرتو كوستا على موقع رابطة كرة القدم الفرنسية للمحترفين (الإنجليزية)
- ألبيرتو كوستا على موقع إي إس بي إن إف سي (الإنجليزية)
- ألبيرتو كوستا على موقع قاعدة بيانات كرة القدم.إي يو (الإنجليزية)
- ألبيرتو كوستا على موقع ليكيب (الفرنسية)
- ألبيرتو كوستا على موقع ناشيونال فوتبول تيمز (الإنجليزية)
- ألبيرتو كوستا على موقع Soccerway.com (الإنجليزية)
- ألبيرتو كوستا على موقع عالم كرة القدم.نت (الإنجليزية)
- ألبيرتو كوستا على موقع AS.com (الإسبانية)